# Möggers
Möggers é um município da Áustria, situado no distrito de Bregenz, no estado de Vorarlberg. Tem 11,43 km² de área e sua população em 2019 foi estimada em 516 habitantes.